# Musée de la Vistule
Le musée de la Vistule est consacré à ce fleuve, il est une filiale du musée maritime national de Gdańsk et se trouve dans ville de Tczew, près du Centre de conservation des épaves de bateaux.

## Histoire
Le bâtiment du musée date de la seconde moitié du XIXe siècle, il est un exemple de l'architecture industrielle. Initialement il abrite l'usine de produits métalliques d’Emile Kelch. Entre-deux-guerres l'usine appartient à la société d'action "Arkona". Pendant la Seconde Guerre mondiale il devient d'abord un camp pour les expulsés polonais, ensuite il est transformé en usine de matériel optique pour les besoins de l'armée. Après la guerre l'usine subit son  
dernier changement et se met à produire des compteurs à gaz et des articles ménagers. En 1980 la ville de Tczew cède le bâtiment au musée central maritime de Gdańsk.
Plusieurs villes traversées par la Vistule (Sandomierz, Kazimierz Dolny, Wyszogród, Toruń, Gniew, Włocławek et Tczew) déposent leur candidature pour accueillir le musée. Finalement il est implanté à Tczew. Les travaux d'organisation commencent en 1980, l'ouverture officielle a lieu le 13 avril 1984 avec la première exposition permanente "L’histoire de la navigation sur la Vistule", suivie le 8 octobre de la même année par l'exposition "Les Bateaux populaires de la Vistule".